# 포항남부경찰서
포항남부경찰서(浦項南部警察署, Pohang Nambu Poilce Station)는 경상북도경찰청이 관할하는 경찰서 중 하나이다. 경상북도 포항시 남구 연일로 55(상도동 497)에 위치하고 있다.
서장은 총경으로 보한다.

## 기본 정보
- 주소: 경상북도 포항시 남구 연일로 55(상도동 497)

## 관할 파출소
포항남부경찰서는 2개의 지구대와 11개의 파출소를 산하에 두고 있다.
| 명칭         | 사진 | 주소                   | 관할구역                         | 치안센터     |
| ------------ | ---- | ---------------------- | -------------------------------- | ------------ |
| 상대지구대   |      | 상공로 84              | 상대동, 대이동 일부              | 대도치안센터 |
| 효자지구대   |      | 효자동길6번길 8        | 효곡동, 대이동 일부, 연일읍 일부 |              |
| 오천파출소   |      | 오천읍 정몽주로 547    | 오천읍 일부                      |              |
| 문덕파출소   |      | 오천읍 원리 939-3      | 오천읍 일부                      |              |
| 송도파출소   |      | 축항로 115             | 송도동                           |              |
| 해도파출소   |      | 문예로126번길 15       | 해도동                           | 해도치안센터 |
| 청림파출소   |      | 동해안로 6041          | 청림동, 제철동 일부              | 제철치안센터 |
| 연일파출소   |      | 연일읍 철강로25번길 62 | 연일읍 일부                      |              |
| 대송파출소   |      | 대송면 제내길 13       | 대송면, 제철동 일부              |              |
| 구룡포파출소 |      | 구룡포읍 호미로 182    | 구룡포읍                         |              |
| 동해파출소   |      | 동해면 일월로 52       | 동해면                           |              |
| 장기파출소   |      | 장기면 읍내길 94       | 장기면                           |              |
| 호미곶파출소 |      | 호미곶면 해맞이로 160  | 호미곶면                         |              |